# ماير ويرفت
شركة ماير ويرفت  (بالإنجليزية: Meyer Werft GmbH & Co. KG) شركة ألمانية وأحد أكبر أحواض بناء السفن، ويقع مقرها الرئيسي في بابنبورغ، ألمانيا على نهر إمس. تأسست شركة ماير ويرفت كشركة لبناء السفن الخشبية في عام 1795 ، وهي اليوم تقوم ببناء سفن الركاب الفاخرة.وعلى حوضها تم بناء 700 سفينة من مختلف الأنواع. ويعتبر قاعة الحوض رقم 2 ثالث أكبر مبنى لبناء السفن في العالم وخامس أكبر مساحة قابلة للاستخدام في العالم. ماير ويرفت مملوك من قبل عائلة ماير على مدار سبعة أجيال. منذ عام 1997 ، أصبحت جزءًا من مجموعة ماير نيبتون جنبًا إلى جنب مع نبتون ويرفت في روستوك. في عام 2014 ، أضافت الشركة حوض بناء السفن في توركو في فنلندا إلى المجموعة.

## التاريخ
أسس ويلم رولف ماير في بداية عام 1795 حوض بناء السفن كحوض متخصص في المراكب الخشبية الصغيرة. ولاحقا بدأ جوزيف لامبرت ماير في بناء السفن الحديدية في عام 1874.  حتى عام 1920 كان هناك أكثر من 20 حوض بناء السفن في منطقة بابنبورغ ولم يتبق منها اليوم سوى حوض ماير ويرفت في بابنبورغ. ومازالت منذ سبعة أجيال مملوكة بشكل كامل للقطاع الخاص وتدار بواسطة العائلة.

## الشركة
اكتسبت الشركة اعترافًا دوليًا من خلال بناء عبارات الركاب والبضائع وناقلات البنزين وسفن الحاويات والسفن السياحية الحديثة الفاخرة. ماير هي واحدة من أكبر وأحدث أحواض بناء السفن في العالم توظف 3300 موظف، وهي موطن لأكبر أحواض السفن الجافة المسقوفة في العالم. تم افتتاح أول رصيف مغطى في عام 1987 وكان طوله 370 مترًا وعرضه 101.5 مترًا وارتفاعه 60 مترًا. بين عامي 1990و1991 تم توسعة الرصيف بطول 100 متر إضافي. وفي عام 2004 تم بناء رصيف ثان مغطى يبلغ طوله الكامل 504 مترًا وعرضه 125 مترًا وارتفاعه 75 مترًا لينافس أحواض بناء السفن الآسيوية.
وبذلك سيكون ماير ويرفت قادرًا على بناء ثلاث سفن رحلات بحرية سنويًا.  ونظرًا لموقعها في المنبع على نهر إمس، يتعين على السفن العملاقة التي سيتم تسليمها القيام برحلة بطول 36 كم إلى خليج دولارت والتي تجذب في كل مرة الآلاف من المتفرجين.
في سبتمبر 2014 استحوذت الشركة على 70% من ملكية اس تي اكس فنلندا وحوض بناء السفن في توركو اس تي اكس  فينلاند أوي مع شركة الاستثمار الصناعي الفنلندية المملوكة للدولة التي تمتلك 30% المتبقية. تم تغيير اسم حوض بناء السفن إلى ماير توركو أوي. واستحوذت الشركة على 30٪ المتبقية في عام 2015.

## روابط خارجية
- الصفحة الرئيسية لماير ويرفت